# Maurice Desaymonnet
Maurice Desaymonnet (París, 24 de junio de 1921 - 4 de noviembre de 2015) es un exjugador de baloncesto francés. Consiguió dos medallas en competiciones internacionales con Francia.